# Emersonella planiceps
Emersonella planiceps är en stekelart som beskrevs av Christer Hansson 2002. Emersonella planiceps ingår i släktet Emersonella och familjen finglanssteklar.
Artens utbredningsområde är:
- Costa Rica.
- Ecuador.
- Panama.

Inga underarter finns listade i Catalogue of Life.